# Kumba hebetata
Kumba hebetata är en fiskart som först beskrevs av Gilbert, 1905.  Kumba hebetata ingår i släktet Kumba och familjen skolästfiskar. Inga underarter finns listade i Catalogue of Life.